# Invariant birațional
În geometria algebrică, un invariant birațional este o proprietate care conservă echivalența birațională⁠(d).

## Definiție formală
Un invariant birațional este o cantitate sau un obiect care este bine definit pe o clasă de echivalență birațională⁠(d) a varietăților algebrice⁠(d). Cu alte cuvinte, depinde doar de corpul funcțiilor varietății.

## Exemple
Primul exemplu este dat de lucrarea fundamentală a lui Bernhard Riemann însuși: în teza sa de doctorat el arată că se poate defini o suprafață Riemann⁠(d) pentru orice curbă algebrică⁠(d); fiecare suprafață Riemann provine dintr-o curbă algebrică, bine definită până la echivalența birațională, iar două curbe echivalente birațional dau aceeași suprafață. Prin urmare, suprafața Riemann, sau mai simplu genul său geometric este un invariant birațional.
Un exemplu mai complicat este dat de teoria Hodge⁠(d): în cazul unei suprafețe algebrice, numerele Hodge⁠(d) h0,1 și h0,2 ai unei suprafețe proiective complexe netede sunt invarianți biraționali. Însă numărul Hodge h1,1 nu este, deoarece procesul de deplasare al unui punct la o curbă de pe suprafață îl poate crește.